# Amalric Ier de Lautrec
Amalric Ier ou Amaury Ierde Lautrec (1234 -  1284), est vicomte de Lautrec, de 1235 à sa mort. Il est aussi seigneur d'Ambres, de la Botie, de Saint-Martin-d'Escobin et de Bellegarde.

## Biographie
Né en 1234, Amalric Ier de Lautrec est membre de la famille de Lautrec, et fils du vicomte Sicard VI de Lautrec. Ce dernier possédait la moitié de la vicomté de Lautrec, qu'il partageait avec son frère Bertrand Ier de Lautrec. À la mort de son père en 1235, Amalric Ier hérite d'un seul huitième de la vicomté : en effet, il partage la part de son père avec trois de ses frères, Pierre II, Isarn IV et Bertrand II de Lautrec. Il est aussi possible qu'il n'obtienne de droits sur la vicomté qu'en 1238, car celle-ci avait été confisquée en 1226 par le roi Louis VIII, et selon les versions elle a été rendue soit la même année, soit seulement en 1238.  
Il passe un accord en 1250 avec cinq de ses frères et son oncle, Bertrand Ier, à travers lequel il acquiert le château d'Ambres et devient seigneur de la ville. Il octroie une charte à la population de la bastide de Saint-Gauzens, dépendant d'Ambres, ainsi qu'à celle de Giroussens.  
En conflit avec le seigneur de Castres, Philippe II de Montfort, il l'aurait insulté alors qu'il se trouvait au château de Cadalen (1265). C'est alors que Philippe lui confisque le château d'Ambres, et qu'Amalric se soumet en 1268. En 1267, il est désormais possesseur d'un sixième de la vicomté, à la suite de la mort de son frère aîné Pierre II de Lautrec, qui n'a pas d'héritiers. 
Il meurt finalement en 1296. 

## Mariage et postérité
Amalric Ier de Lautrec épouse Alix Alaman (ou Elise Alaman), fille du puissant Sicard Alaman. De cette union nait en 1260 son successeur à la vicomté, Sicard IX de Lautrec.